# 森修
森修（もり しゅう、1917年 - 1987年）は、日本近世文学研究者。大阪市立大学名誉教授。

## 略歴
大阪府生まれ。1941年京都帝国大学国文科卒。大阪市立大学助教授、教授。1981年定年退官、光華女子大学教授。
近松門左衛門を専門とした。

## 著書
- 『近松門左衛門』三一書房、1959.古典とその時代
- 『近松と浄瑠璃』塙書房、1990
- 『文学史の方法』塙書房、1990
- 『西鶴・芭蕉・近松 近世文学の表現と語法』和泉書院、1992　和泉選書

## 校注
- 『日本古典文学全集 近松門左衛門集 1』鳥越文蔵、長友千代治と校注・訳　小学館、1972.